# Élie Kagan

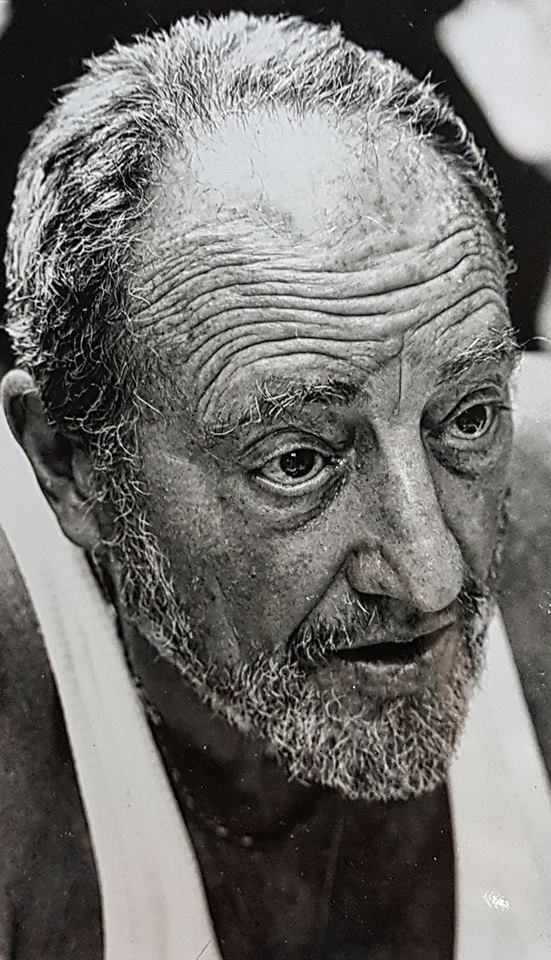
Élie Kagan, 1995

Élie Kagan (* 26. März 1928 in Paris; † 25. Januar 1999 ebenda) war ein französischer Pressefotograf. Bekannt wurde er besonders durch seinen Mut während des Massakers von Paris an demonstrierenden Algeriern 1961; sein Name kam erneut in die Diskussion, als der Polizeichef von damals, Maurice Papon, 1997/98 vor Gericht stand.

## Leben
Als Sohn einer polnisch-jüdischen
Mutter und eines russisch-jüdischen Vaters wuchs er seit seinem zwölften Lebensjahr in der französischen Hauptstadt unter der deutschen Besatzung in einem Klima von Antisemitismus und Angst auf. Er entkam den Deportationen der französischen Juden. 
Seit den 1950er Jahren arbeitete er als Fotograf, jedoch niemals für eine Fotoagentur oder als Redaktionsfotograf einer Zeitung. So war er darauf angewiesen, seine Fotos selbst in den Redaktionen zu verkaufen, und war häufig von finanziellen Schwierigkeiten betroffen. Er publizierte in den Zeitungen der politischen Linken wie der Libération, Le Nouvel Observateur oder La Vie Ouvrière, aber auch bei Témoignage chrétien, Les Lettres Francaises oder La Tribune Juive.
Ohne Respekt vor Autoritäten stand er seit seiner Jugend der kommunistischen Partei Frankreichs (PCF) nahe, bewarf aber 1948 deren Generalsekretär Maurice Thorez mit Kondomen, weil er sich geärgert hatte, dass die Partei in der Verhütung eine „amerikanische Unart“ sah. Auch deutsche Touristen wurden von ihm beschimpft.
Kagan fotografierte auch die Ereignisse vom Mai 1968; er war befreundet mit Jane Birkin und Serge Gainsbourg, die er ebenfalls fotografierte. Beim Massaker von Paris in den Abend- und Nachtstunden des 17. Oktober 1961 (frz. nuit noire, Schwarze Nacht genannt) waren nur wenige Fotografen so mutig, die Gewalt der Polizei an Anhängern der FLN zu dokumentieren, und so geschickt, ihr Material zu schützen. Papon hatte eine Ausgangssperre für Algerier verfügt, die durch diese gebrochen und von der Polizei gewaltsam durchgesetzt wurde. Kagan aber versteckte sich beispielsweise in den Pissoirs der Métro. Als kurz danach der Verleger François Maspero eine Buchveröffentlichung mit dem Material Kagans plante, wurden die Fotos von den Behörden beschlagnahmt. Der Nachlass des Fotografen befindet sich heute in der Bibliothek La contemporaine.
Kagan fotografierte 1977 bis 1979 die Proteste französischer Juden um den Lischka-Prozess in Köln.